# Пермеаметр
Пермеаметр (англ. permeability, проникність) — прилад для визначення характеристики намагнічування магнітних матеріалів. Характеристика намагнічування, а також величина магнітної проникності, залежність питомих втрат потужності від величини індукції при певній частоті струму, залежність величини магнітної проникності від напруженості магнітного поля — є основними характеристиками магнітних матеріалів. Необхідність вимірювання характеристик магнітних матеріалів виникає на підприємствах енергетичного машинобудування, трансформаторобудування та електроапаратобудування, на які надходять феромагнітні матеріали, що застосовуються у виробництві.